# VIII съезд РКП(б)
VIII съезд Росси́йской коммунисти́ческой па́ртии (большевико́в) проходил 18—23 марта 1919 года в Москве. В работе съезда приняли участие 286 делегатов с решающим голосом и 156 с совещательным, представлявших 313 766 членов партии(по другим данным — 301 делегат с решающим голосом и 102 с совещательным). Кроме того в работе принимали участие 30 гостей съезда.

## Порядок дня
- Отчёт ЦК (В. И. Ленин);
- Программа РКП(б) (В. И. Ленин, Н. И. Бухарин);
- Создание Коммунистического Интернационала (Г. Е. Зиновьев);
- Военное положение и военная политика (Г. Я. Сокольников);
- Работа в деревне (В. И. Ленин, В. В. Кураев);
- Организационные вопросы (Г. Е. Зиновьев);
- Выборы ЦК.

Кроме докладов, В. И. Ленин выступил с речью по вопросу о военном положении и военной политике, а также с речью при открытии и закрытии съезда.

## Делегаты
- Список делегатов VIII съезда РКП(б)

## Решения съезда

### На съезде избраны
Центральный Комитет: 19 членов, 8 кандидатов в члены ЦК.
Центральная ревизионная комиссия: 3 члена.

#### Члены Центрального Комитета РКП(б), избранные съездом
- Белобородов, Александр Георгиевич
- Бухарин, Николай Иванович
- Дзержинский, Феликс Эдмундович
- Евдокимов, Григорий Еремеевич
- Зиновьев, Григорий Евсеевич
- Калинин, Михаил Иванович
- Каменев, Лев Борисович
- Ленин, Владимир Ильич
- Муранов, Матвей Константинович
- Крестинский, Николай Николаевич
- Радек, Карл Бернгардович
- Раковский, Христиан Георгиевич
- Серебряков, Леонид Петрович
- Смилга, Ивар Тенисович
- Сталин, Иосиф Виссарионович
- Стасова, Елена Дмитриевна
- Стучка, Пётр Иванович
- Троцкий, Лев Давидович
- Томский, Михаил Павлович

#### Кандидаты в члены ЦК РКП(б), избранные съездом
- Бубнов А. С.,
- Владимирский М. Ф.,
- Данишевский К. Х.,
- Мицкявичюс-Капсукас В. С.,
- Артём (Сергеев Ф. А.),
- Смирнов И. Н.,
- Шмидт В. В.,
- Ярославский Е. М.,

### Приняты резолюции и постановления
- По отчёту ЦК;
- О проекте Программы;
- По военному вопросу;
- По организационному вопросу;
- Об отношении к среднему крестьянству;
- О политической пропаганде и культурно-просветительской работе в деревне;
- О работе среди женского пролетариата;
- О работе среди молодёжи;
- О партийной и советской печати.

В резолюции по отчёту ЦК съезд выразил полное одобрение политической деятельности ЦК.
Была принята новая программа партии, определившая её задачи на переходный период от капитализма к социализму. Материалы работы программной комиссии VIII съезда были опубликованы в 1990 году.
Важнейшее место на съезде занял вопрос об отношении к среднему крестьянству. На первом этапе революции, когда главным стратегическим лозунгом партии была борьба за свержение самодержавия, пролетариат шёл вместе со всем крестьянством. На втором этапе, после февраля 1917 года, партия последовательно проводила в жизнь второй стратегический лозунг по крестьянскому вопросу, рассчитанный на победу и укрепление диктатуры пролетариата: вместе с беднейшим крестьянством, против капитализма в городе и деревне, при нейтрализации среднего крестьянства. В конце ноября 1918 года В. И. Ленин сформулировал третий стратегический лозунг партии по крестьянскому вопросу: уметь достигать соглашения со средним крестьянином — ни на минуту не отказываясь от борьбы с кулаком и прочно опираясь только на бедноту. VIII съезд партии в резолюции «Об отношении к среднему крестьянству» этот лозунг принял как партийный закон. В области сельского хозяйства рекомендовалось проводить в жизнь меры, направленные к организации крупного социалистического земледелия: 1) устройство советских хозяйств; 2) создание и поддержка обществ и товариществ для общественной обработки земли; 3) организация государственного засева всех незасеянных земель; 4) государственная мобилизация всех агрономических сил в целях повышения сельскохозяйственной культуры; 5) поддержка сельскохозяйственных коммун, как совершенно добровольных союзов земледельцев для ведения крупного хозяйства.
На съезде была принята резолюция «О политической пропаганде и культурно-просветительной работе в деревне». В ней указывалось, что политическая темнота и культурная отсталость деревенского населения — серьёзное препятствие на пути создания прочного союза пролетариата с крестьянством. В план просветительной деятельности рекомендовалось включить коммунистическую пропаганду, общее и агрикультурное образование.
В резолюции по организационному вопросу указывалось, что партия «должна завоевать для себя безраздельное политическое господство в Советах и фактический контроль над всей их работой» повседневной самоотверженной работой в Советах, выдвижением на все советские посты преданных коммунистов. Резолюция отмечала, что усиление руководства партии Советами не должно приводить к смешению функций партийных организаций с функциями Советов. Партия должна «руководить деятельностью Советов, но не заменять их». Для улучшения руководства Советами съезд вынес решение об образовании во всех советских учреждениях партийных фракций, строжайше подчиняющихся партийной дисциплине.
Было принято обращение к партийным организациям и приветственную радиотелеграмму правительству Венгерской советской республики. Съезд приветствовал создание III Коммунистического Интернационала и всецело присоединился к его платформе.
Съезд партии установил структуру ЦК РКП(б): ЦК организует Политическое бюро, Организационное бюро и Секретариат. В связи с образованием Украинской, Латвийской, Литовско-Белорусской Советских республик также рассматривался вопрос о положении партийных организаций этих республик и принципиальной основе вхождения их в РКП(б). Был отвергнут федеративный принцип строительства партии, признано необходимым существование единой централизованной Коммунистической партии с единым Центральным Комитетом и установлено, что Центральные Комитеты национальных компартий пользуются правами областных комитетов партии и подчиняются ЦК РКП(б).
В связи с огромным наплывом новых членов партии съезд принял решение об улучшении социального состава партийных рядов и проведении перерегистрации всех членов партии к 1 мая 1919 года (первая в истории партии чистка её рядов).

## Военный вопрос
На съезде обсуждался также вопрос о военном положении и военной политике партии. В тезисах ЦК партии обосновывалась необходимость покончить с «пережитками добровольческих методов в строительстве Красной Армии, партизанщиной в войсках и формировать регулярную Рабоче-Крестьянскую Красную Армию с железной дисциплиной».
Особенно настаивалось на необходимости использования старых военных специалистов (под строгим контролем РКП(б) через систему военных комиссаров), при этом осуждалась политика поддержки военспецов Л. Д. Троцким, когда приказы политических комиссаров в армии игнорировались. Помимо этого предлагалось усилить подготовку командиров из рабочих и крестьян, укреплять партийно-политические органы и повысить влияние коммунистов в Красной Армии.
Против линии ЦК выступила т. н. «военная оппозиция» — группа делегатов, состоящая в основном из левых коммунистов, выступавших против строительства регулярной армии в данном виде.
В военную оппозицию входили В. М. Смирнов, Г. И. Сафаров, Г. Л. Пятаков, А. С. Бубнов, Ем. Ярославский, В. Г. Сорин, К. Е. Ворошилов, Ф. И. Голощёкин, А. Ф. Мясников, Н. Г. Толмачёв, Р. С. Самойлова (Землячка), С. К. Минин и др. Ими осуждалось привлечение именно буржуазных военных специалистов, а также приветствия красноармейцами военных начальников и прочие отдельные вопросы. В целом, ратовали за сохранение status quo.
Съездом было решено перенести обсуждение этого вопроса в специальную военную секцию. Далее он был рассмотрен на закрытом пленарном заседании, где с докладом выступил В. И. Ленин обосновавший необходимость формирования регулярной армии. Помимо этого им также был «вскрыт вред» военной оппозиции.
В итоге были приняты все тезисы ЦК и упразднено Всероссийское бюро военных комиссаров. Вместо него был создан Политотдел РВС Республики, работавший под непосредственным руководством ЦК РКП(б).